# URO VAMTAC
 URO VAMTAC — іспанський повнопривідний легковий автомобіль підвищеної прохідності (позашляховик).

## Історія
URO VAMTAC розроблений в Іспанії для потреб армії. В конструкції відчувається вплив американського Humvee. В серійному виробництві було дві моделі — I3 та S3.

## Конструкція
Розроблена для перевезення вантажів масою до 2500 кг, також може буксирувати до 1500 кг. Встановлено два дизельних двигуни Steyr потужністю 166 к. с. (URO VAMTAC I3) та 188 к. с. (URO VAMTAC S3). Також встановлено автоматичну коробку передач.
Машина має прекрасну мобільність — може перевозитися військово-транспортним літаком, на підвісі вертольота CH-47 Chinook, а також десантуватися з малих висот.

## Служба
В іспанські війська поставлено приблизно 1200 URO VAMTAC, причому 60 % — моделі S3. Крім того, машини використовуються поліцейськими підрозділами.
Машини були в складі іспанського миротворчого контингенту в Афганістані, Конго та Лівані. Мають також експортний успіх.

## Модифікації
- Броньована версія.
- Санітарна машина. Двоє або четверо ношів у задній частині кузова.
- Протитанкова. На базі встановлено ПТРК BGM-71 TOW або MILAN.
- Машина ППО. ПЗРК Mistral.
- Командно-штабна машина.
- Машина психологічної війни.

## Галерея

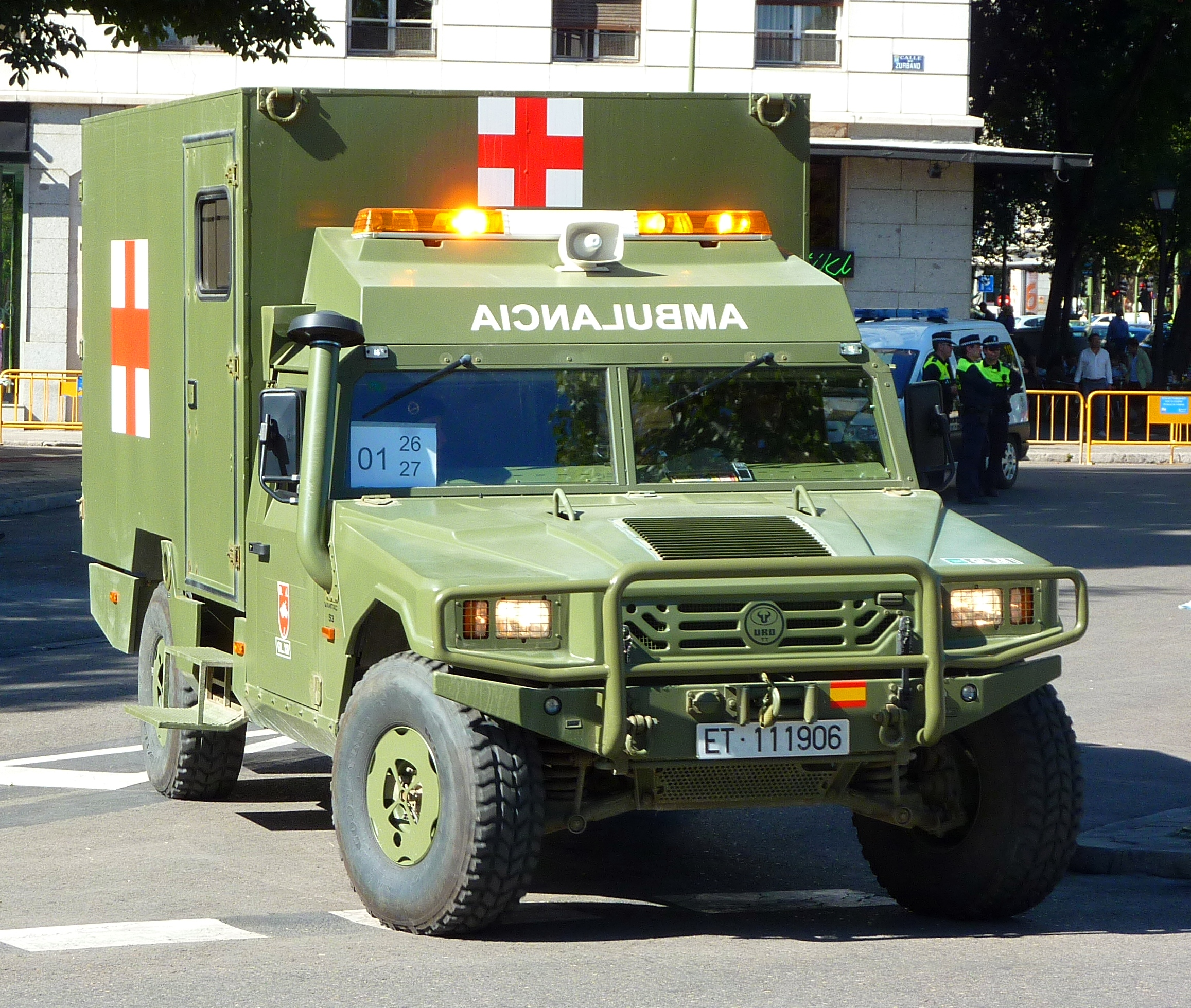
Санітарна машина
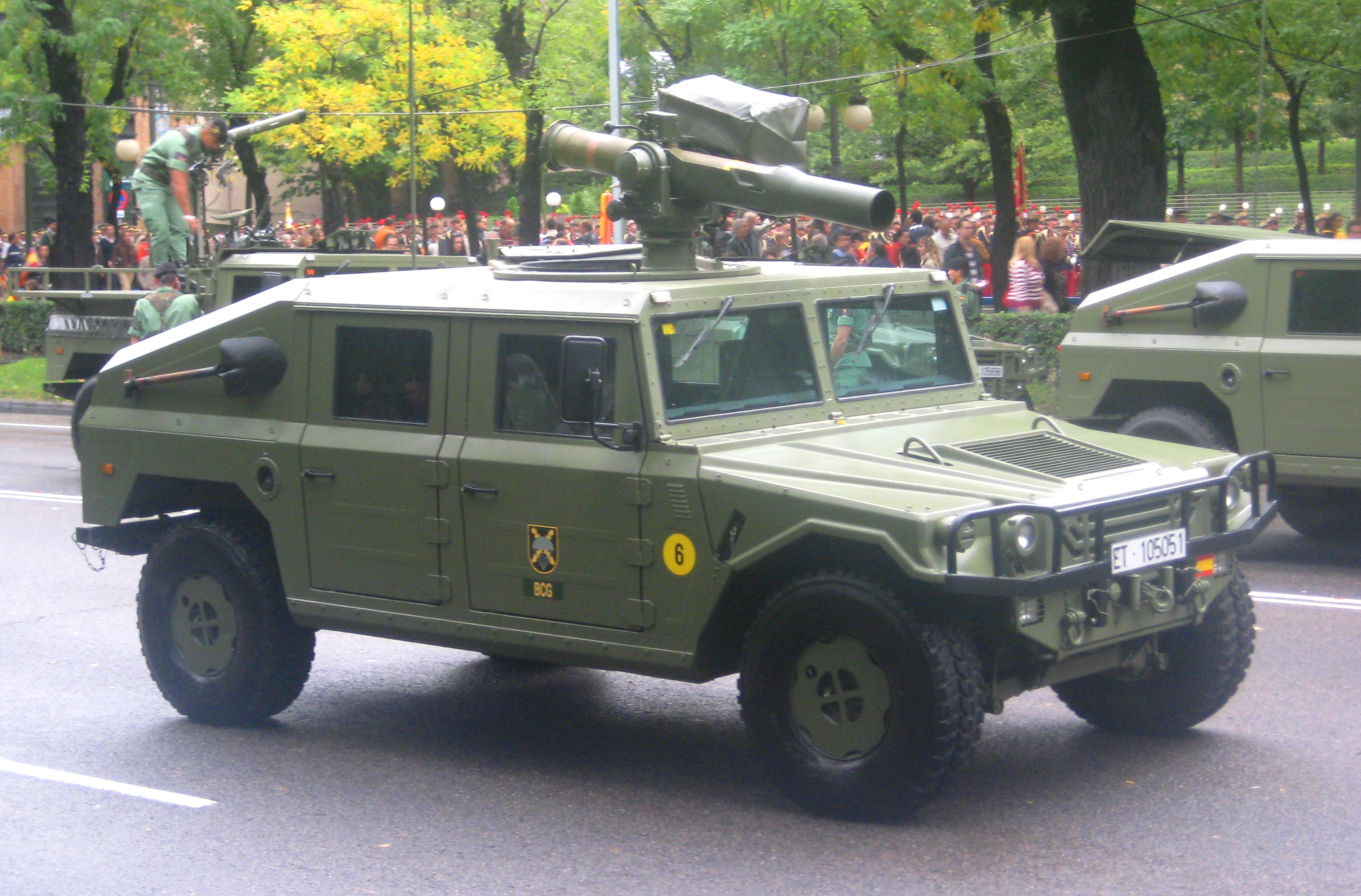
Протитанкова версія
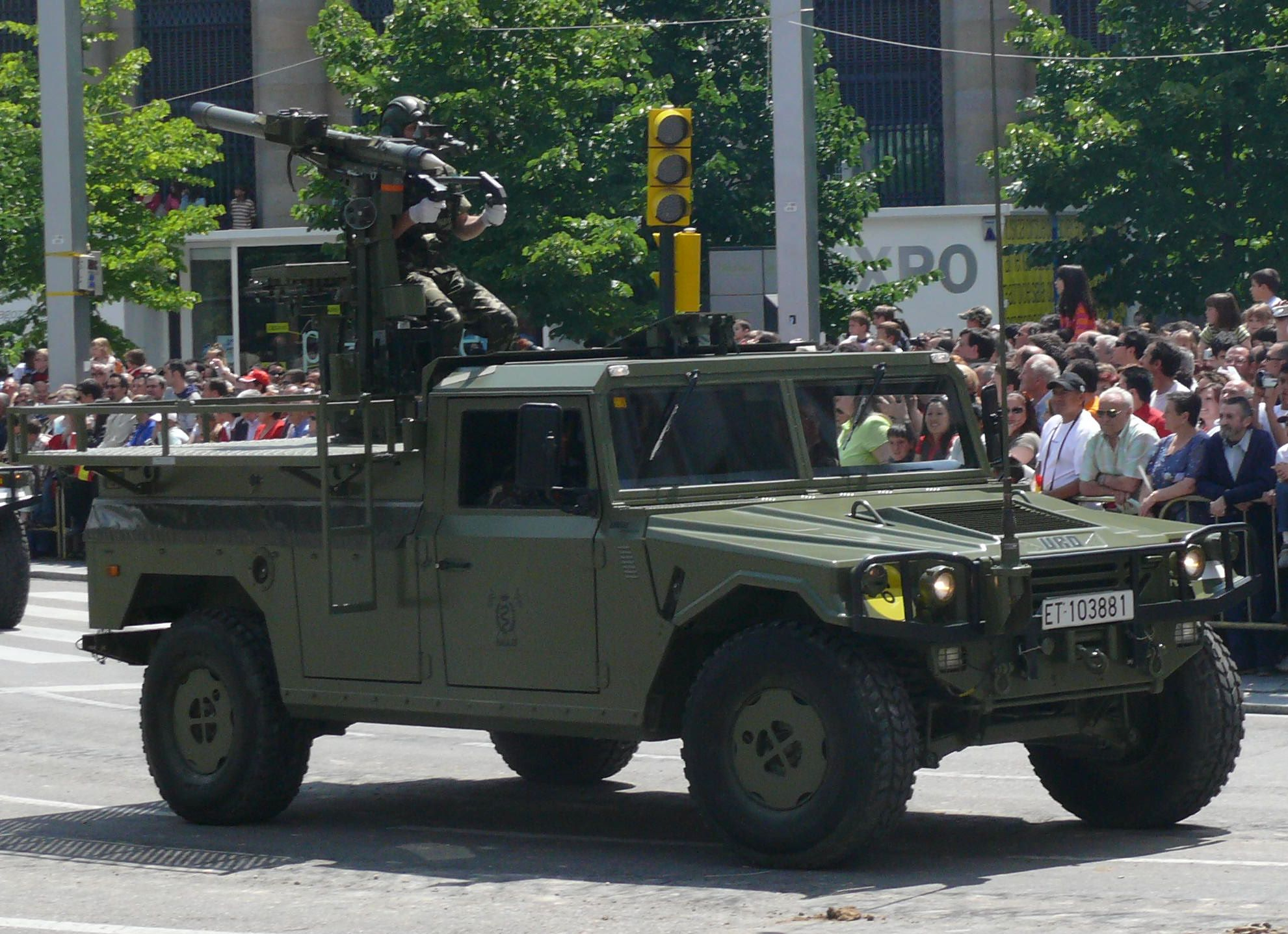
Машина ППО
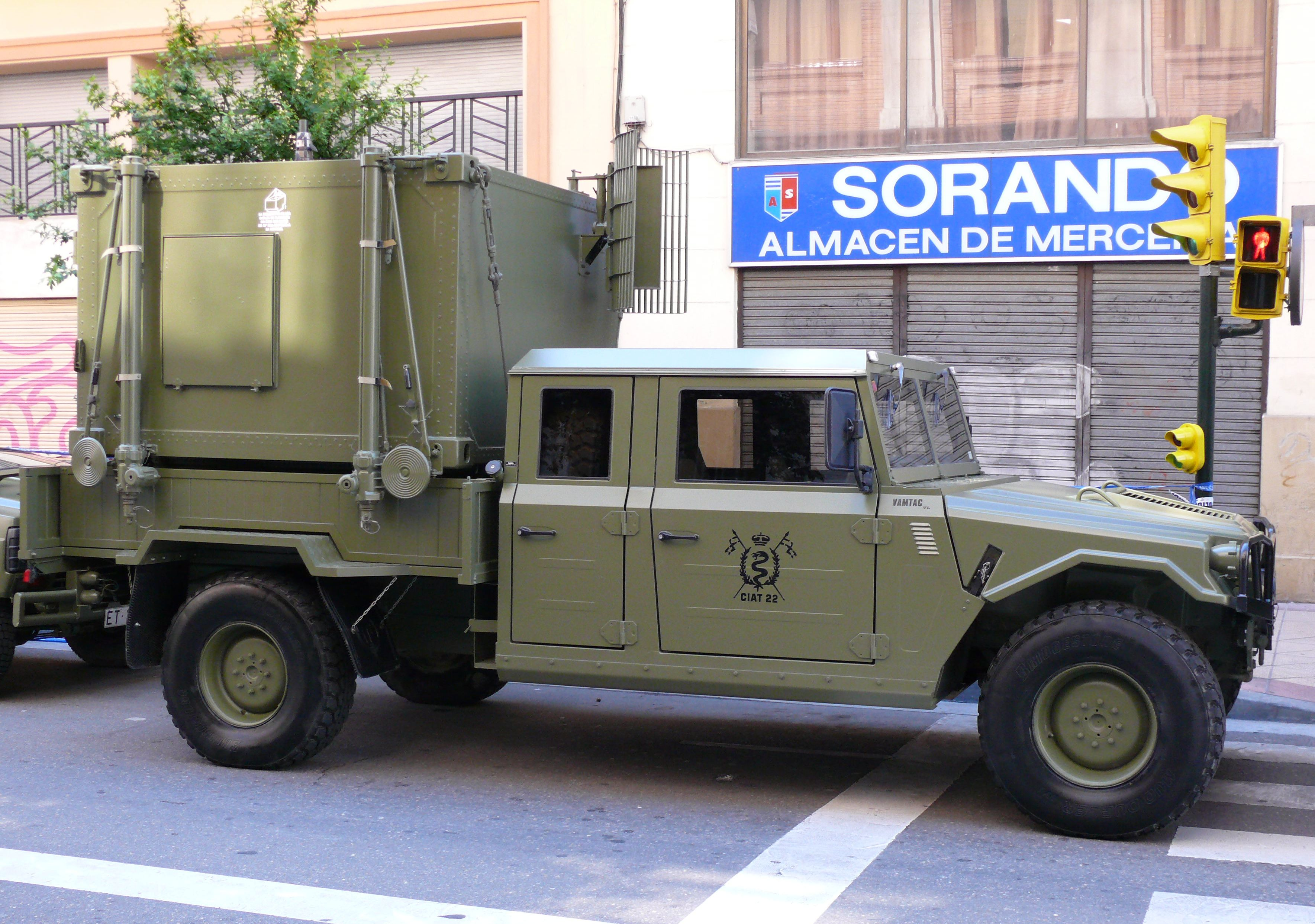
Мобільна радіостанція

## Країни-експлуатанти
- Іспанія
- Домініканська Республіка
- Саудівська Аравія
- Малайзія 85 URO VAMTAC з квітня 2008.[2]
- Марокко 1200 URO VAMTAC з листопада 2006.[3]
- Румунія 60 URO VAMTAC S3 та 2 URO VAMTAC S3 EOD.[4]
- Венесуела
- Ірландія 4 URO VAMTAC
- Україна передані в 2022 р. як військова допомога.[джерело?] У 2024 році була доставлена ще одна партія бронеавтомобілів[5].